# Orp-le-Petit
Orp-le-Petit is een plaats in de deelgemeente Orp-le-Grand van de gemeente Orp-Jauche in de Belgische provincie Waals-Brabant.

## Bezienswaardigheden
- De Onze-Lieve-Vrouwekerk (Église Notre-Dame)[1] is een neogotisch kerkgebouw van 1880. De kerk heeft een gotisch koor en sacristie, in kalkzandsteen en tufsteen, van eind 13e eeuw.
- Het Kasteel van Orp-le-Petit (ook: Château Rose) is een bouwwerk van 1780, gelegen in een groot park.
- Reeds in de prehistorie waren er mijnen op het grondgebied van Orp-Jauche, en ook in Orp-le-Petit, waar silex, werd ontgonnen voor het maken van werktuigen.
- De Caves Paheau, een gangenstelsel waar einde 19de tot begin 20ste eeuw krijt of mergel ontgonnen werd. Momenteel is het een natuurreservaat voor vleermuizen.

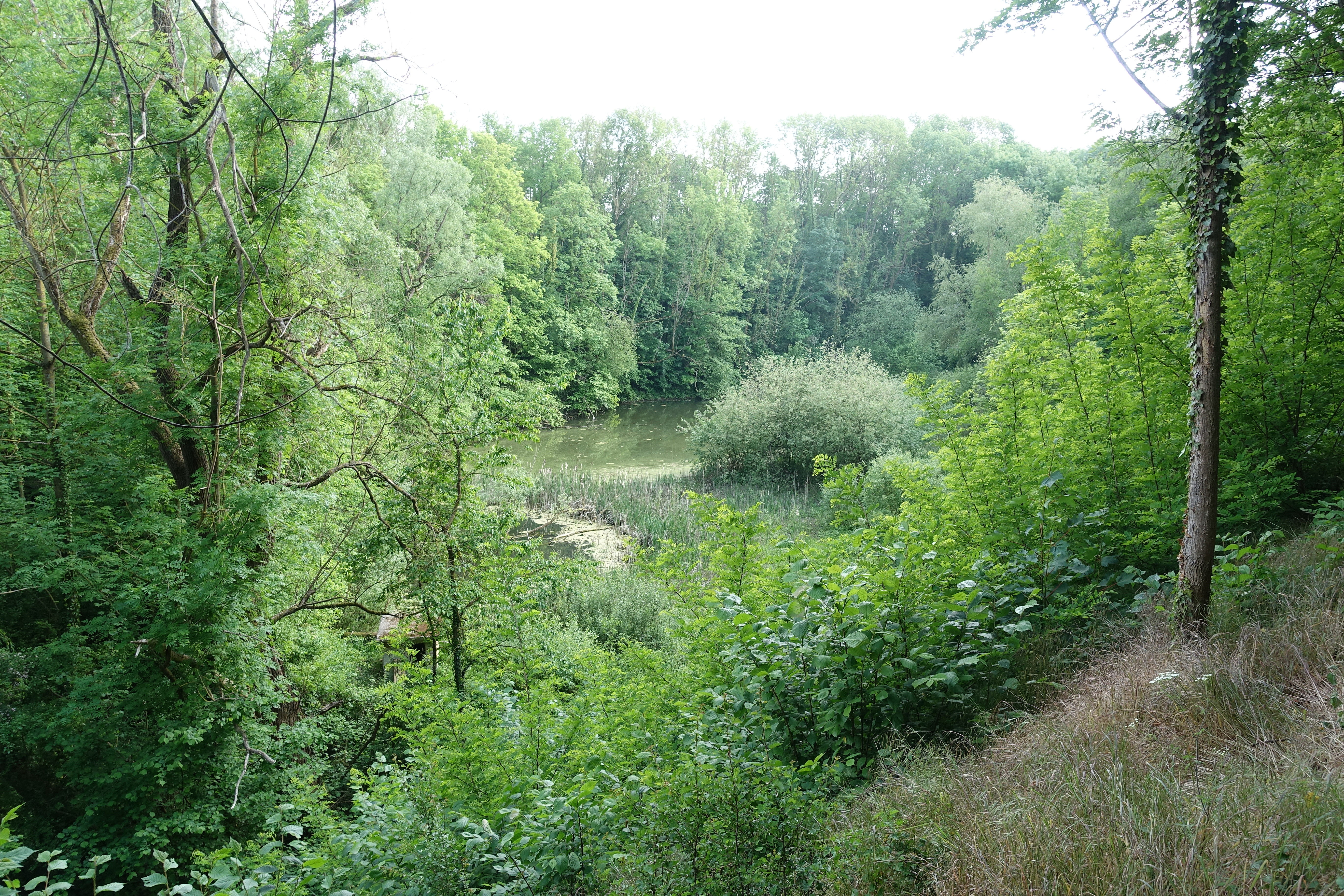
Natuurgebied bij de vroegere steengroeve Paradis
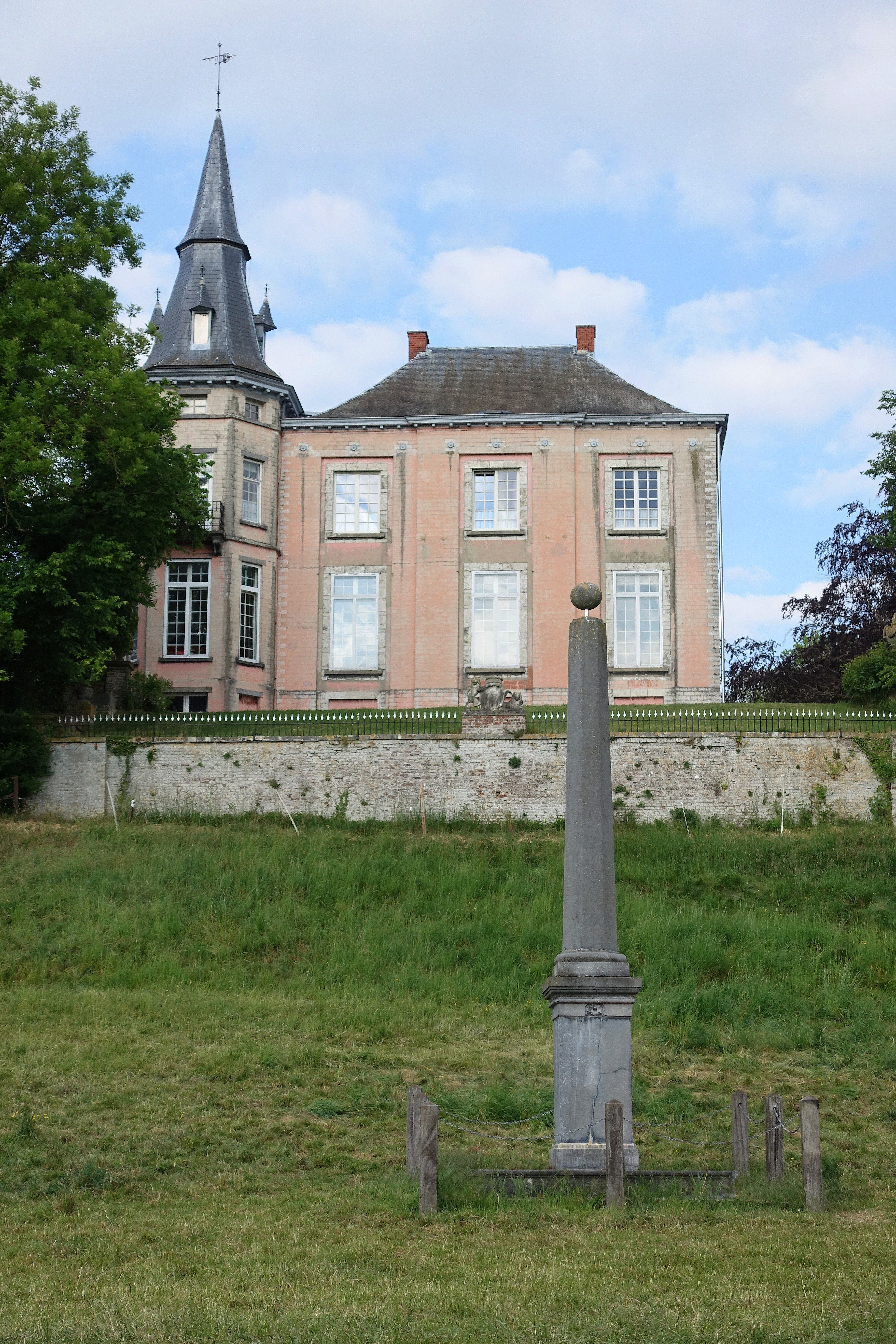
Château Rose en schandpaal uit 1782
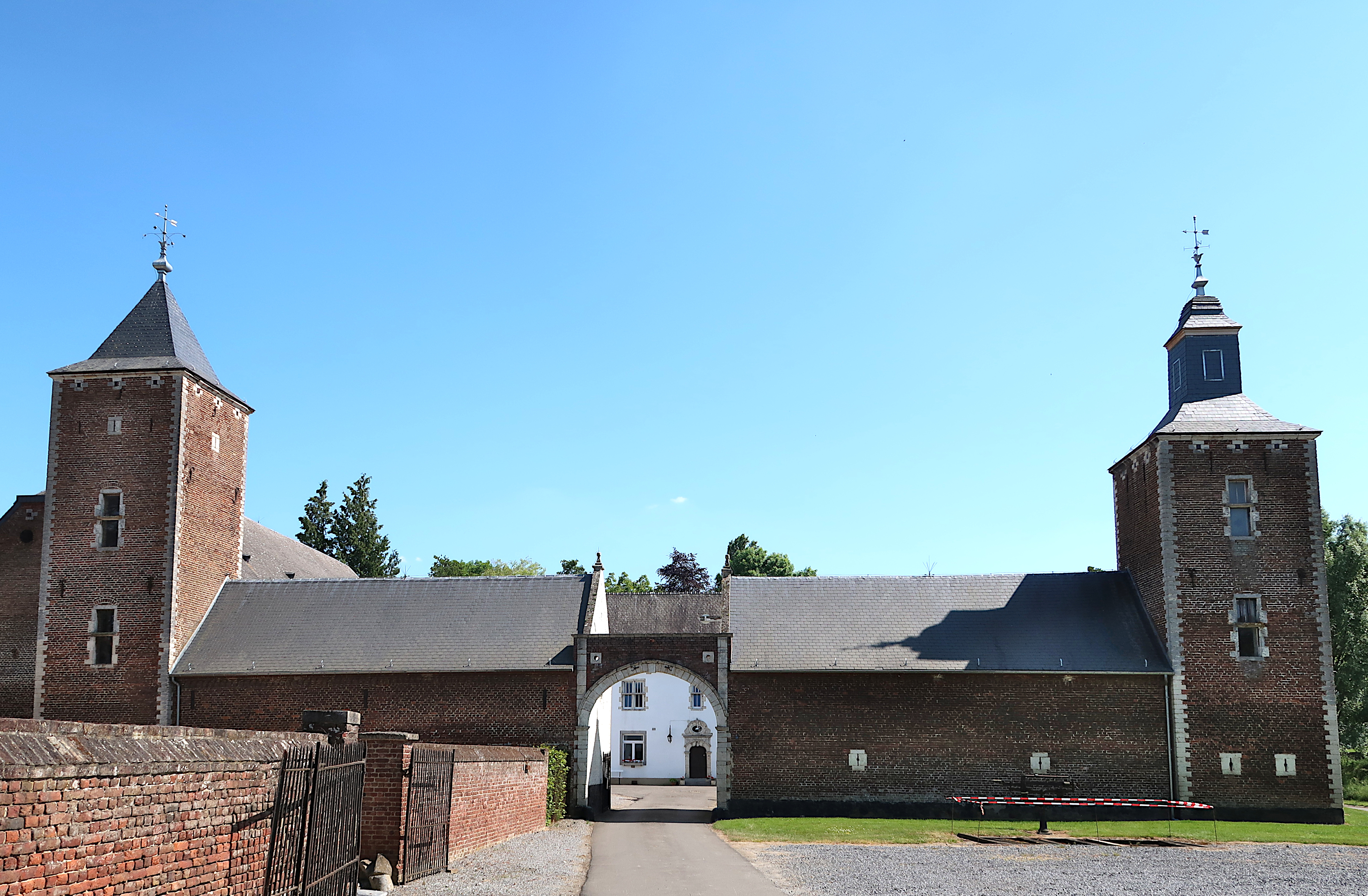
La Grande Ferme in Orp-le-Petit
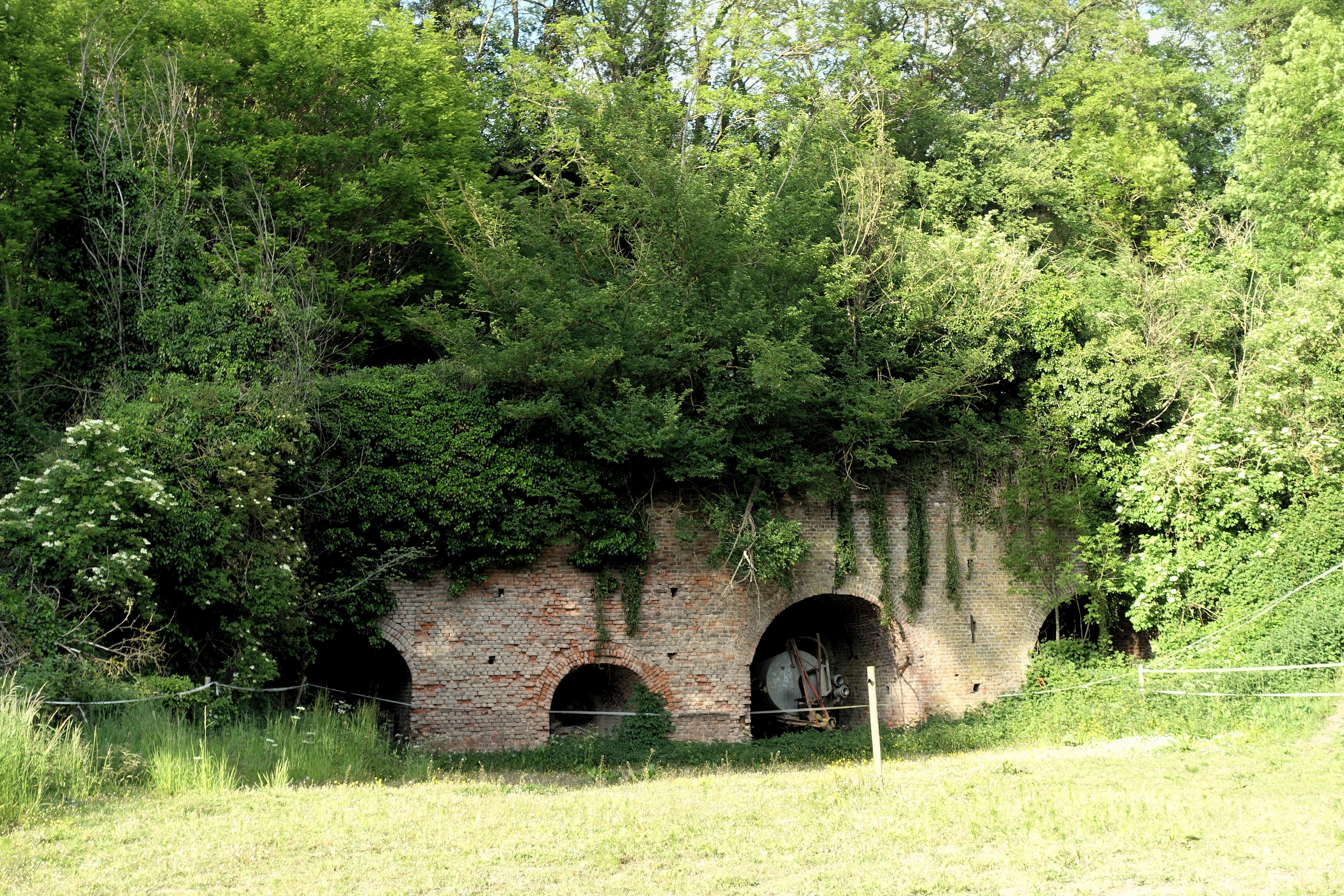
Ingang ondergrondse groeve Pahautin
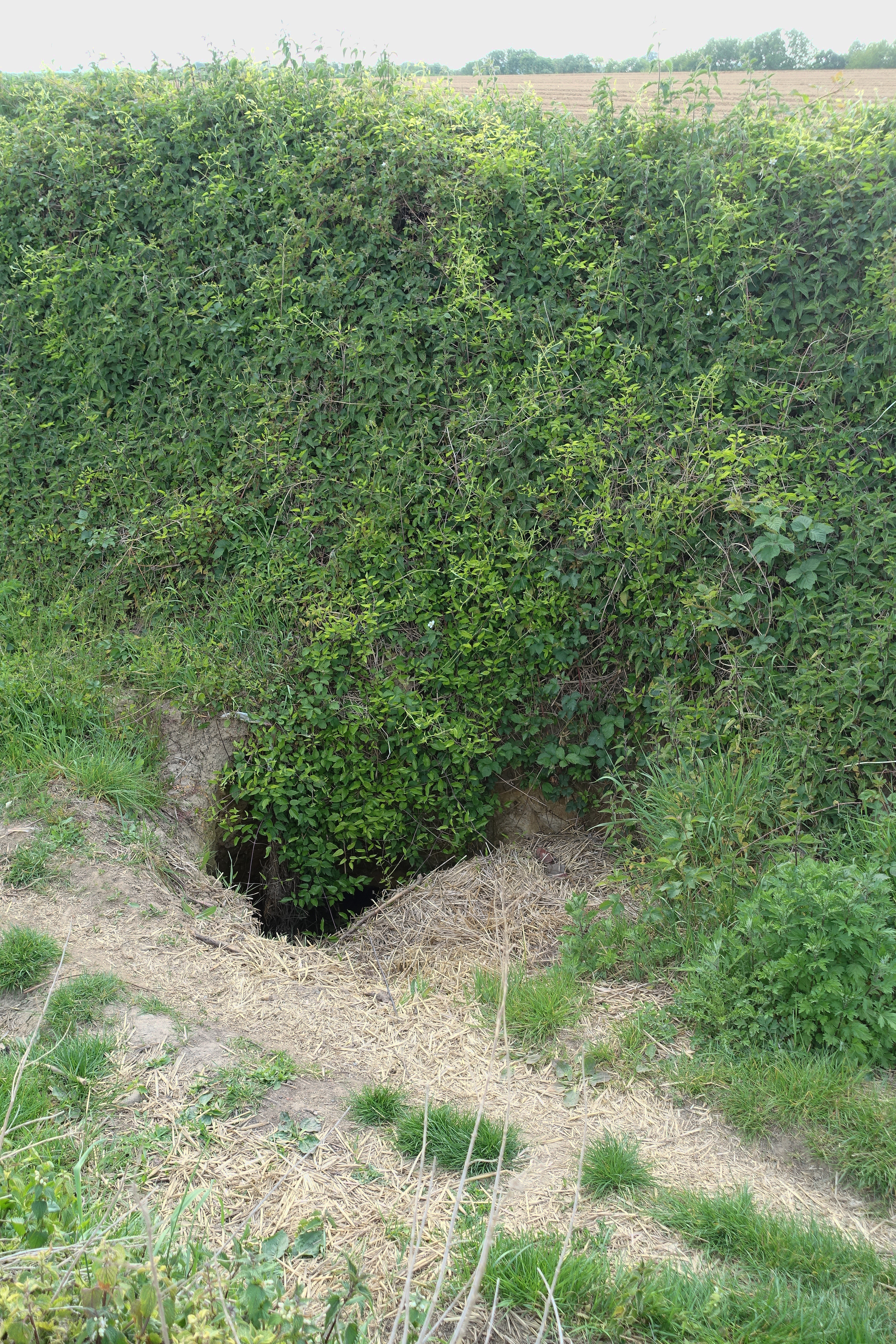
Instorting van prehistorische silexmijn

## Natuur en landschap
Orp-le-Petit ligt aan de Kleine Gete. De hoogte aan de kerk bedraagt 74 meter.

## Nabijgelegen kernen
Jandrain, Jauche, Marilles, Orp-le-Grand, Petit-Hallet, Wansin